# Sass Jordan
Sarah Jordan née le 23 décembre 1962 à Birmingham, est une chanteuse de rock et auteure-compositrice-interprète britannico-canadienne.

## Biographie
En 1988, elle fait partie des chœurs sur l'album Sur le chemin des incendies de Paul Piché.
En 1992, Jordan réalise un duo avec Joe Cocker pour la bande sonore de Bodyguard, qui se vend à 27 millions d'exemplaires à travers le monde. On joue sa chanson dans plusieurs œuvres telles Melrose Place, La Vie à cinq, Alerte à Malibu, Flashpoint et K 2000.
Elle réalisera également des performances avec d'autres artistes de renom tels les Rolling Stones, AC/DC, Aerosmith, Cheap Trick, Van Halen, Alice Cooper et Carlos Santana.
Jordan joue le rôle de Janis Joplin dans la comédie musicale Love, Janis (en). Elle a également apparu dans Les Sœurs Reed et les versions de Toronto et de Winnipeg des Monologues du vagin.
En 2003, elle devient juge à l'émission Canadian Idol.
En 2012, Jordan est nommée colonel honoraire (en) du 417e escadron de soutien au combat.

## Vie personnelle
Jordan est mariée à Derek Sharp (en), le chanteur principal actuel du groupe The Guess Who.

## Influences
Jordan affirme avoir d'abord été influencée par Judas Priest, Ozzy Osbourne, David Bowie, Tears for Fears, et Al Green.

## Prix et distinctions
En 1989, Jordan obtient le prix Juno dans la catégorie Most Promising Female Vocalist of the Year. Elle est nommée dans la catégorie Best Female Vocalist en 1990, 1993 et 1995.

## Discographie

### Album studio
| Tell Somebody                                                | - Lancement : 1988 - Label : Atlantic Records - Formats : CD                   | —   | — |
| Racine                                                       | - Lancement : 31 mars 1992 - Label : MCA Records - Formats : CD                | 174 | 2 |
| Rats                                                         | - Lancement : 1er mars 1994 - Label : Impact Records (en) - Formats : CD       | 158 | 5 |
| Present                                                      | - Lancement : 1er novembre 1997 - Label : Aquarius Records - Formats : CD      | —   | — |
| Hot Gossip                                                   | - Lancement : 12 décembre 2000 - Label : Aquarius Records - Formats : CD       | —   | — |
| Get What You Give                                            | - Lancement : 19 septembre 2006 - Label : Universal Music Group - Formats : CD | —   | — |
| From Dusk 'Til Dawn                                          | - Lancement : 15 septembre 2009 - Label : Kindling Music - Formats : CD        | —   | — |
| « — » indique un titre qui ne s'est pas inscrit au palmarès. |                                                                                |     |   |

### Singles
| 1988                                                         | Tell Somebody               | 11 | —  | —  | —  | Tell Somebody                           |
| 1989                                                         | Double Trouble              | 12 | —  | —  | —  | Tell Somebody                           |
| 1989                                                         | Stranger Than Paradise      | 36 | —  | —  | —  | Tell Somebody                           |
| 1989                                                         | So Hard                     | 51 | —  | —  | —  | Tell Somebody                           |
| 1989                                                         | Rescue Me                   | 44 | —  | —  | —  | American Boyfriends (en) (bande sonore) |
| 1992                                                         | Make You a Believer         | 12 | —  | —  | 11 | Racine                                  |
| 1992                                                         | I Want to Believe           | 16 | 20 | —  | —  | Racine                                  |
| 1992                                                         | You Don't Have to Remind Me | 15 | —  | —  | 12 | Racine                                  |
| 1992                                                         | Goin' Back Again            | 14 | —  | —  | —  | Racine                                  |
| 1993                                                         | Who Do You Think You Are    | 37 | —  | —  | —  | Racine                                  |
| 1994                                                         | High Road Easy              | 9  | —  | —  | 6  | Rats                                    |
| 1994                                                         | Sun's Gonna Rise            | 7  | —  | 86 | —  | Rats                                    |
| 1994                                                         | I'm Not                     | 47 | —  | —  | —  | Rats                                    |
| 1997                                                         | Do What I Can               | 20 | 6  | —  | —  | Present                                 |
| 1998                                                         | Desire                      | 12 | —  | —  | —  | Present                                 |
| « — » indique un titre qui ne s'est pas inscrit au palmarès. |                             |    |    |    |    |                                         |